# Chalybion clypeatum
Chalybion clypeatum är en biart som först beskrevs av Leon Fairmaire 1858.
Chalybion clypeatum ingår i släktet Chalybion och familjen grävsteklar.

## Underarter
Arten delas in i följande underarter:
- Chalybion clypeatum clypeatum
- Chalybion clypeatum kiloensis
- Chalybion clypeatum lusingi